# Геберт, Александр
Александр Геберт (пол. Alexander Gebert; род. 9 марта 1977, Варшава) — польский виолончелист.
С трёхлетнего возраста жил с семьёй в Финляндии. Учился в Консерватории Турку у Тимо Ханхинена, затем в Академии Сибелиуса у Чабы Сильваи, Виктории Яглинг и др. В дальнейшем совершенствовал своё мастерство также в Варшаве, Париже и Штутгарте (у Наталии Гутман). В 2000 г. выиграл Международный конкурс имени Валентино Букки, а также получил вторую премию и приз зрительских симпатий на Международном конкурсе в Женеве.
С 2004 г. участник Трио Альтенберга, вместе с которым широко гастролирует по миру и участвует в привлекающих значительное внимание публики и специалистов программах трио в Вене.